# Statyczny model Wszechświata
Statyczny model Wszechświata – model kosmologiczny, według którego Wszechświat miałby trwać w stałym, niezmienionym stanie tj. miałby nie podlegać ekspansji.

## Wykorzystanie statycznego modelu Wszechświata
Ów model kosmologiczny został wykorzystany przez Alberta Einsteina w ogólnej teorii względności przez zastosowanie w niej stałej kosmologicznej, jednak odkrycie w 1929 prawa Hubble'a odrzuciło tezę, jakoby taki model miałby się odnosić do naszego Wszechświata. Statyczny i nieskończenie duży wszechświat został zaproponowany po raz pierwszy przez Thomasa Diggesa w XVI wieku.